# Sitobion graminearum
Sitobion graminearum är en insektsart som först beskrevs av Alexandre Mordvilko 1919.  Sitobion graminearum ingår i släktet Sitobion och familjen långrörsbladlöss. Arten är reproducerande i Sverige. Inga underarter finns listade i Catalogue of Life.